# Canillas de Albaida
Canillas de Albaida ist eine Gemeinde (municipio) mit 799 Einwohnern (Stand: 2024) in der Provinz Málaga in der Autonomen Region Andalusien im Süden Spaniens.

## Geographie
Das Dorf liegt am Rande des Naturparks Sierras de Tejeda, Almijara y Alhama, einem wichtigen Ort für Wildtiere und Wanderer. Canillas de Albaida liegt an der Route der Sonne und des Weins und ist Teil der „weißen Dörfern der Costa del Sol“. Der Ort zeichnet sich durch seinen alten Ortskern mit engen, verwinkelten und steilen Gassen und weiß getünchten Häusern aus. Der Ort grenzt an Alhama de Granada (Provinz Granada), Árchez, Arenas, Cómpeta, Salares, Sayalonga und Sedella.

## Geschichte
Die ersten Erwähnungen des Ortes werden auf das 13. Jahrhundert datiert. In den Akten von Al-hawz oder dem Wort von Velez wurde er unter dem Namen Albaida (weiß) wegen der vielen weißen Blumen in seiner Umgebung als zum selben Hof gehörend aufgeführt. Im Jahr 1487, nach der Eroberung von Vélez-Málaga durch die Katholischen Könige, wurden die Canillas de Albaida den von König Ferdinand auferlegten Auflagen hinzugefügt. Im Jahr 1569 schlossen sich der Ort und seine Nachbarorte, zumeist von Mauren bewohnt, einem Aufstand an, der sich gegen die Unterdrückung durch Philipp II. auflehnten, bis dieser niedergeschlagen wurde. Nach der Vertreibung der Maurern wurde der Ort von Christen neu besiedelt.
Im Laufe des 20. Jahrhunderts erlebte das Dorf einen anhaltenden Bevölkerungsverlust. Nach der Jahrtausendwende ist das Dorf aufgrund des zunehmenden Fremdenverkehrs und des Zuzugs von Auswanderern aus Nordeuropa wieder gewachsen und renoviert worden.

## Bevölkerungsentwicklung
| 1842  | 1900  | 1950  | 1980 | 1990 | 2000 | 2010 | 2020 |
| ----- | ----- | ----- | ---- | ---- | ---- | ---- | ---- |
| 1.107 | 1.052 | 1.269 | 587  | 637  | 726  | 900  | 832  |

## Sehenswürdigkeiten

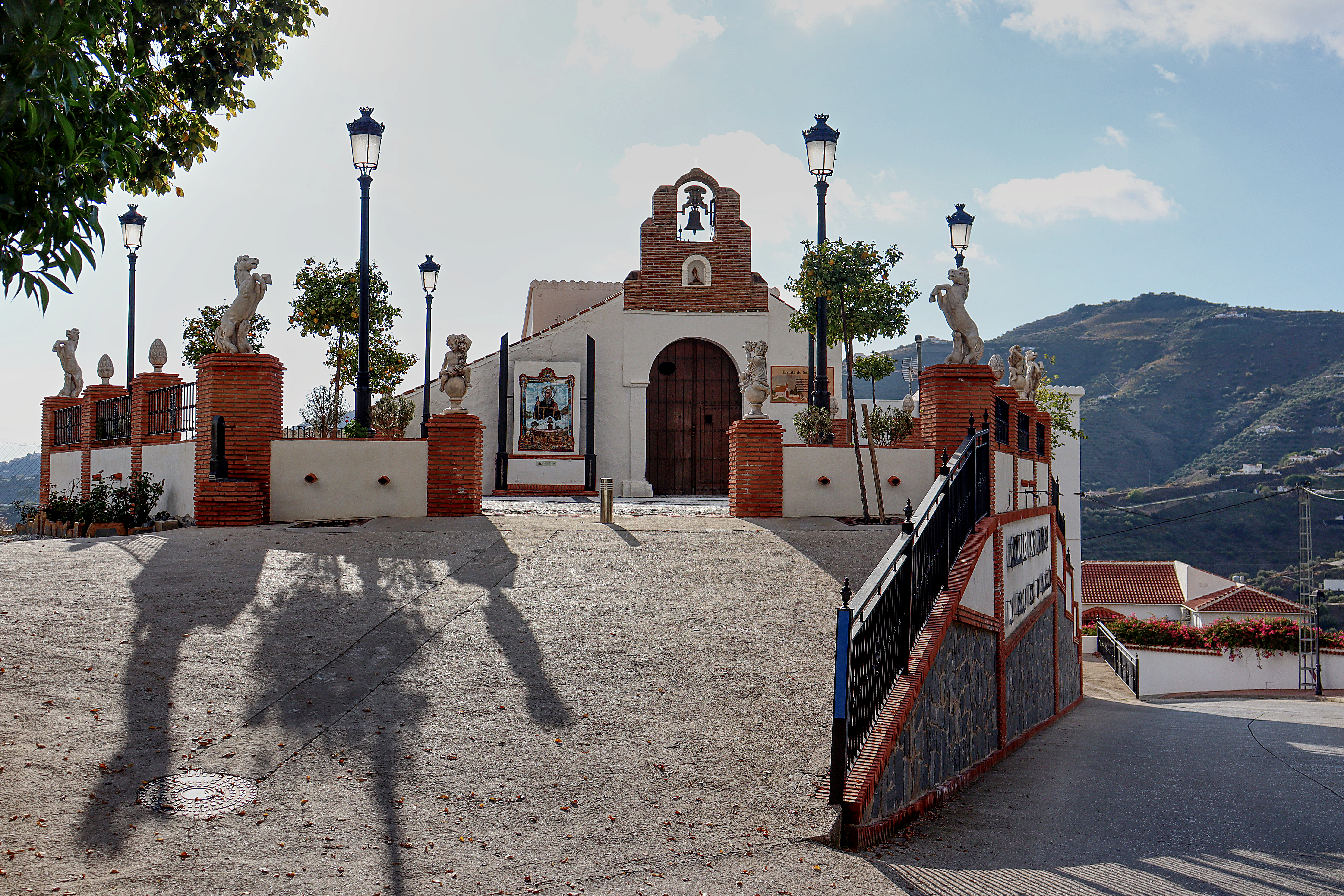
Ermita de San Antón

- Ermita de Santa AnaErmita de San AntónIglesia de Nuestra Señora de la Expectación (kath. Pfarrkirche, 17. Jh.)

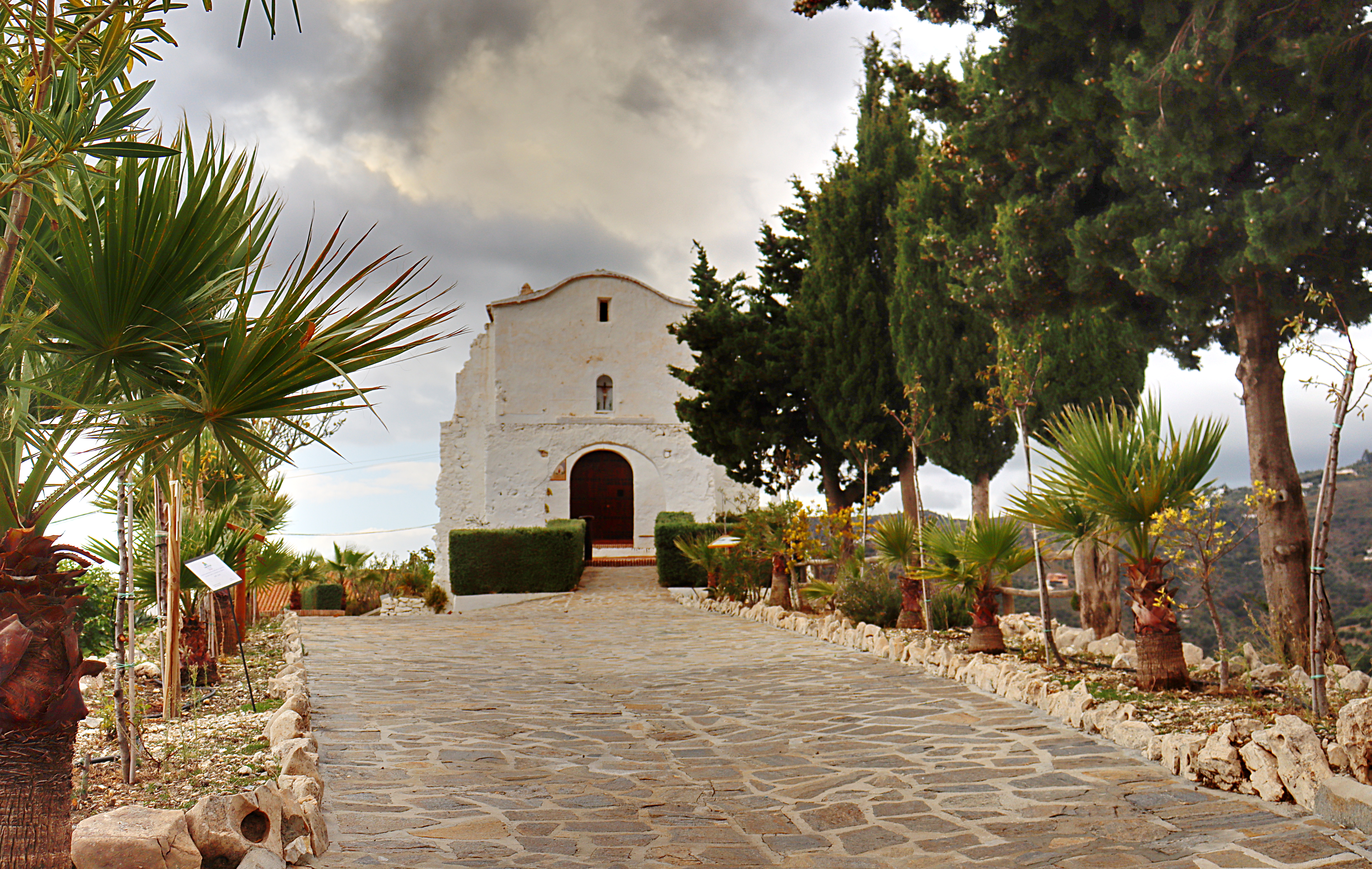
Ermita de Santa Ana

- Ermita de Santa Ana (Einsiedelei aus dem 16. Jh.)
- Ermita de San Antón (Einsiedelei aus dem 16./17. Jh.)